# Reviczky-kastély (Süttő)
A Süttőhöz tartozó bikolpusztai Reviczky-kúriát valószínűleg a Sissay család építtette, 1760 körül, barokk stílusban. A gróf Reviczky család birtokába a 19. század második felében jutott. 1920-tól a Radvánszky családhoz került.
A 19. században klasszicista stílusban átépítették.

## Leírása
Szabadon álló, téglalap alaprajzú, földszintes, manzárdtetős kúria. Két hosszoldalán timpanonos középrizalit. A főhomlokzat hét-, a hátsó homlokzat kilenctengelyes, az oldalhomlokzatok négy-négytengelyesek. A bejáratok a fő- és a hátsó homlokzat középtengelyében, az északi oldalhomlokzat első tengelyében helyezkednek el, a pincelejárat a déli oldalhomlokzat második tengelyében.
1950-ben államosították, a szocializmus alatt állapota leromlott. 1992-ben újra magántulajdonba került, az új tulajdonosok 2019-re felújították. A főépület mellett levő katolikus kápolnát 2019 szeptember 19-én szentelték föl, Keresztelő Szent Jánosnak dedikálva.
Nem látogatható.